# Lübbenau
Lübbenau (od roku 1998 Lübbenau/Spreewald, dolnolužickosrbsky Lubnjow/Błota,  hornolužickosrbsky Lubnjow, česky dříve Libenava) je město v Dolní Lužici, asi 80 km jihovýchodně od Berlína. Leží v oblasti Spreewald a má přes 16 tisíc obyvatel.

## Historie
Místo bylo osídleno už v mezolitu a neolitu, písemně se poprvé připomíná hrad Lubenowe k roku 1301, obec k roku 1476 a roku 1496 získala městská práva. Až do 20. století to bylo malé zemědělské městečko, v roce 1946 mělo 5626 obyvatel. V roce 1959 byla spuštěna hnědouhelná elektrárna Lübbenau s instalovaným výkonem 1,3 GW a hnědouhelný důl Seese. Do roku 1976 vzrostl počet obyvatel na 22 tisíc a bylo postaveno panelové sídliště s asi 6000 byty.
Roku 1996 byl důl i provoz elektrárny zastaven a do roku 2010 byly i budovy strženy. Počet obyvatel od té doby pomalu klesá a v roce 2016 činil něco přes 16 tisíc.
Až do roku 1867 se zde konaly bohoslužby i v hornolužickém jazyce, roku 1880 žilo v Lübbenau ještě asi 150 lužických Srbů.

## Pamětihodnosti
- Zámek Lübbenau, původně vodní hrad, v renesanci přestavěný na zámek, klasicistní stavbu se dvěma věžemi a park s oranžerií z roku 1817 navrhl architekt Karl August Benjamin Siegel; slouží jako hotel.
- Evangelický kostel svatého Mikuláše, původně gotická trojlodní bazilika z 15. století, přestavěná v baroku, s věží z roku 1741, na Starém náměstí, dominanta města.
- Římskokatolický kostel Zvěstování Panny Marie s románskou věží, pobořen za války a dostavěn roku 1956.
- stará radnice, ze 2. poloviny 18. století
- Hrázděný dům z roku 1713 s kavárnou Café Zeitlos
- Muzeum v městské bráně
- Spreewaldské muzeum
- Milník saské pošty
- Přístav výletních lodí na Sprévě

## Doprava
Lübbenau leží na silnici L 49 Lübben - Vetschau a v bezprostředním sousedství dálničního trojúhelníku Spreewald s dálnicemi A 13 a A 15.
Nádraží Lübbenau leží na železničních tratích Berlín–Chotěbuz a Lübbenau – Senftenberg.

## Galerie

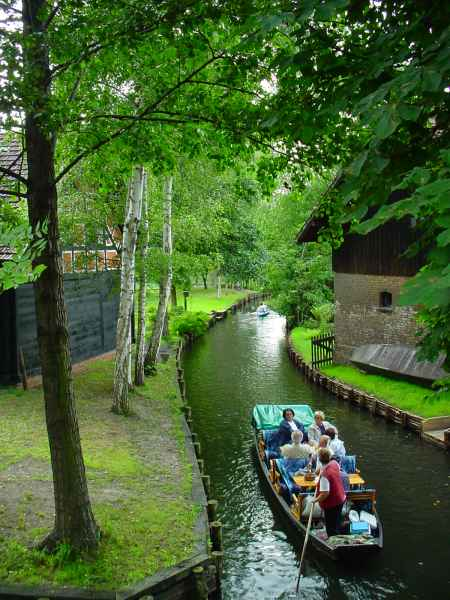
Spréva u Lehde
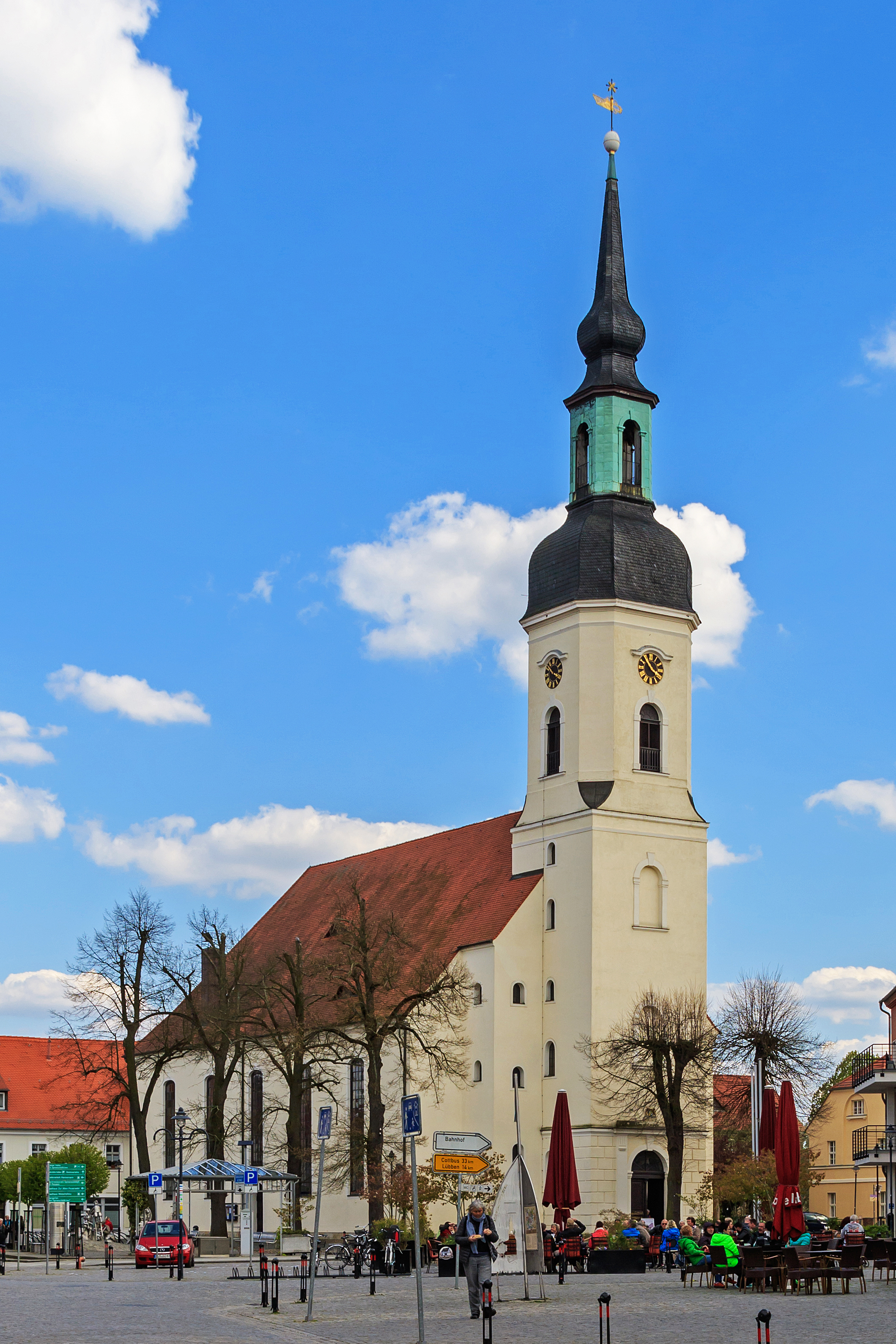
Kostel sv. Mikuláše
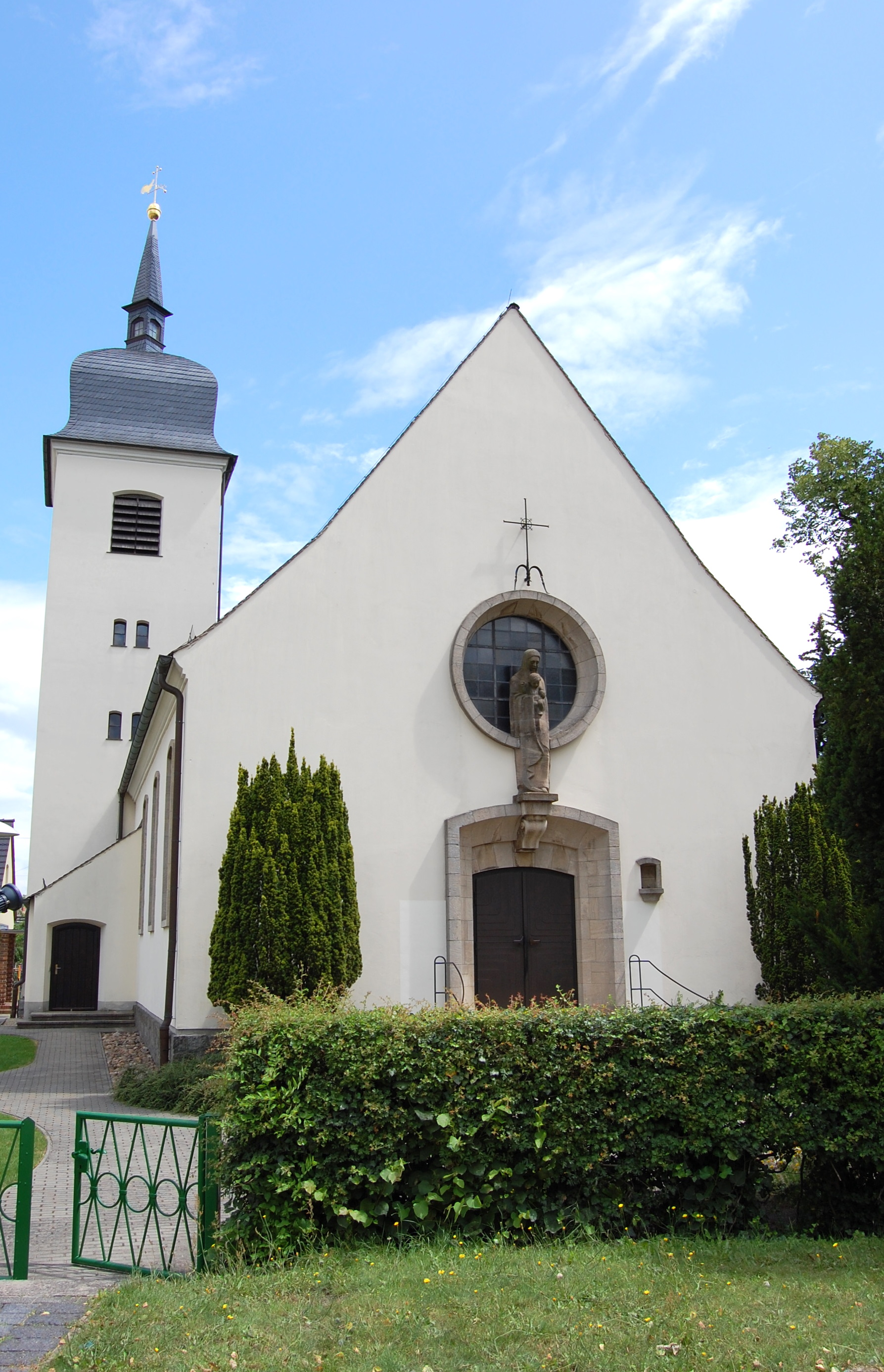
Kostel Zvěstování P.Marie
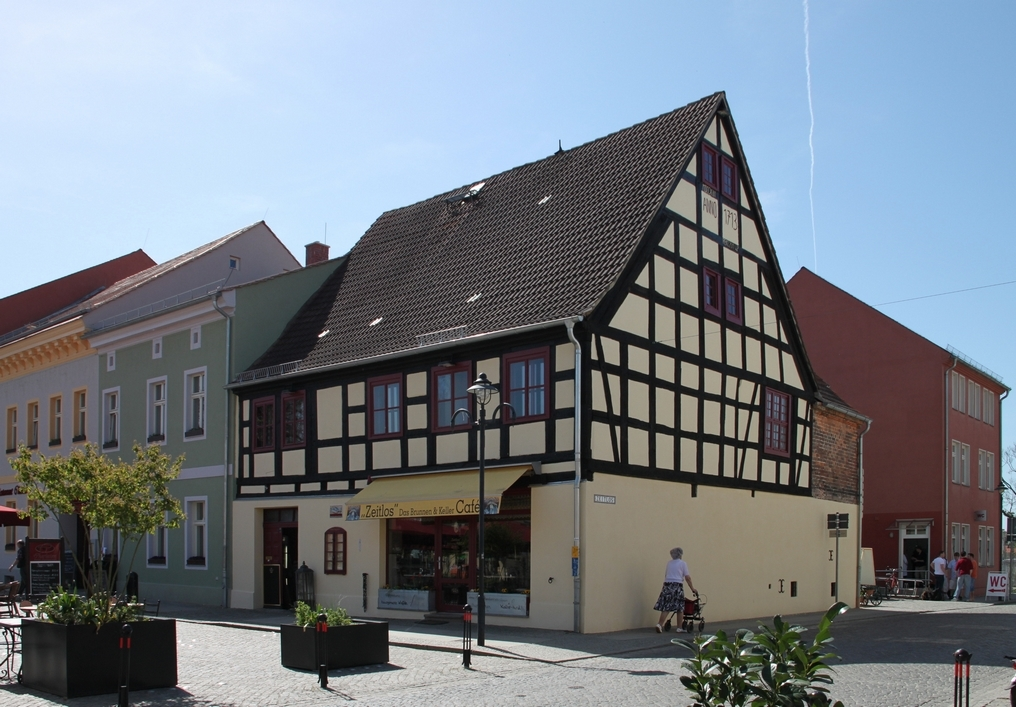
Hrázděný dům z r. 1713
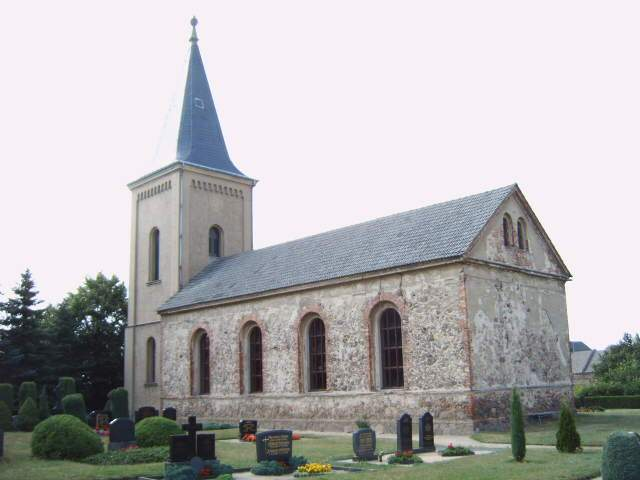
Kostel v Hindenbergu
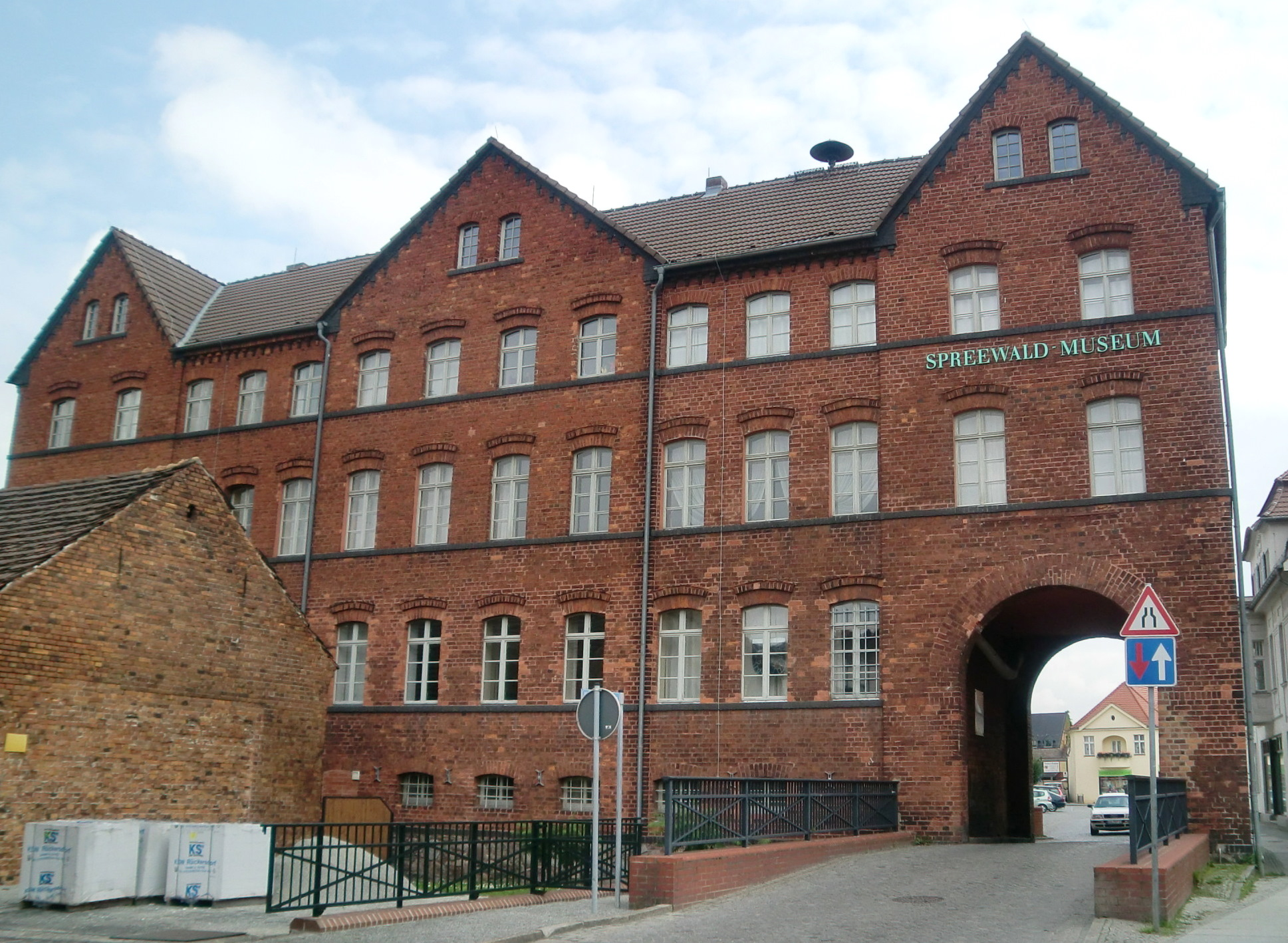
Spreewaldské muzeum